# 中性粒细胞胞外陷阱

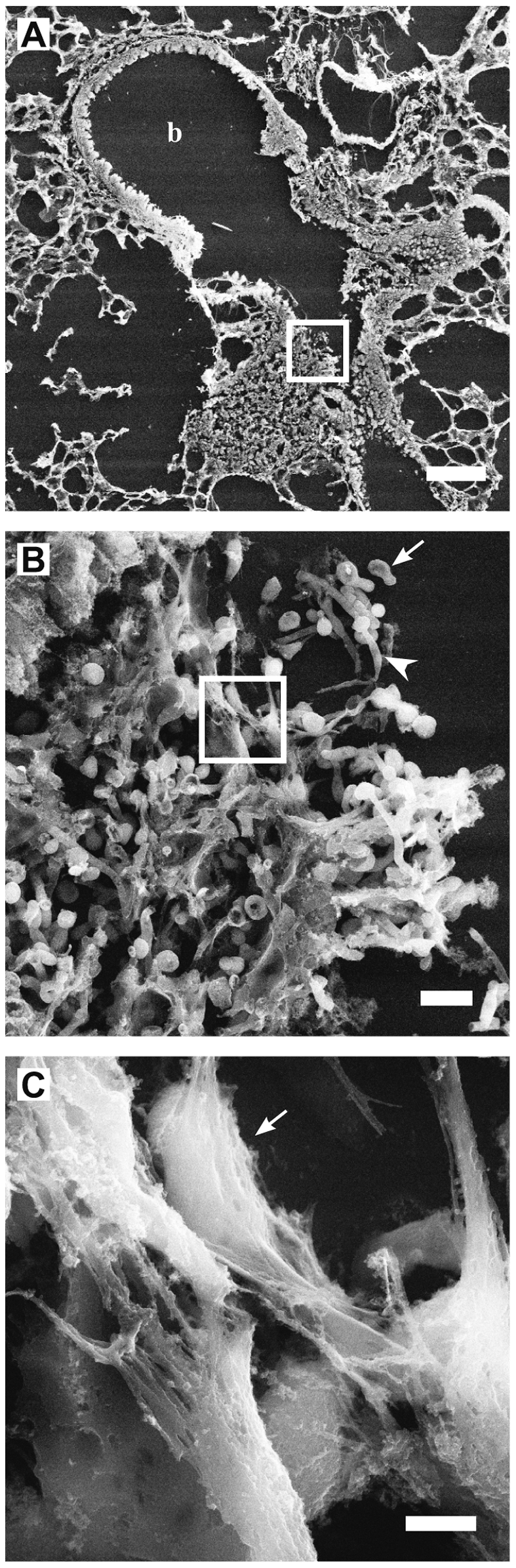
NET 吞噬受感染小鼠肺中的真菌细胞（白色念珠菌）的扫描电子显微镜图像。

中性粒细胞胞外诱捕器（NET）是胞外纤维网络，主要由中性粒细胞的DNA组成，与病原体结合。中性粒细胞是免疫系统抵御感染的第一道防线，通常被认为通过两种策略杀死入侵的病原体：吞噬微生物和分泌抗微生物剂。 在2004年，它被确定了新的第三个功能：生产及形成NET。NET允许中性粒细胞杀死细胞外病原体，同时最大限度地减少对宿主细胞的损害。在体外用药物佛波醇肉豆蔻酸酯（PMA）、白细胞介素-8（IL-8）或脂多糖（LPS）激活后，中性粒细胞会通过活性过程释放颗粒蛋白和染色质以形成称为NET的细胞外原纤维基质。 

## 结构和组成

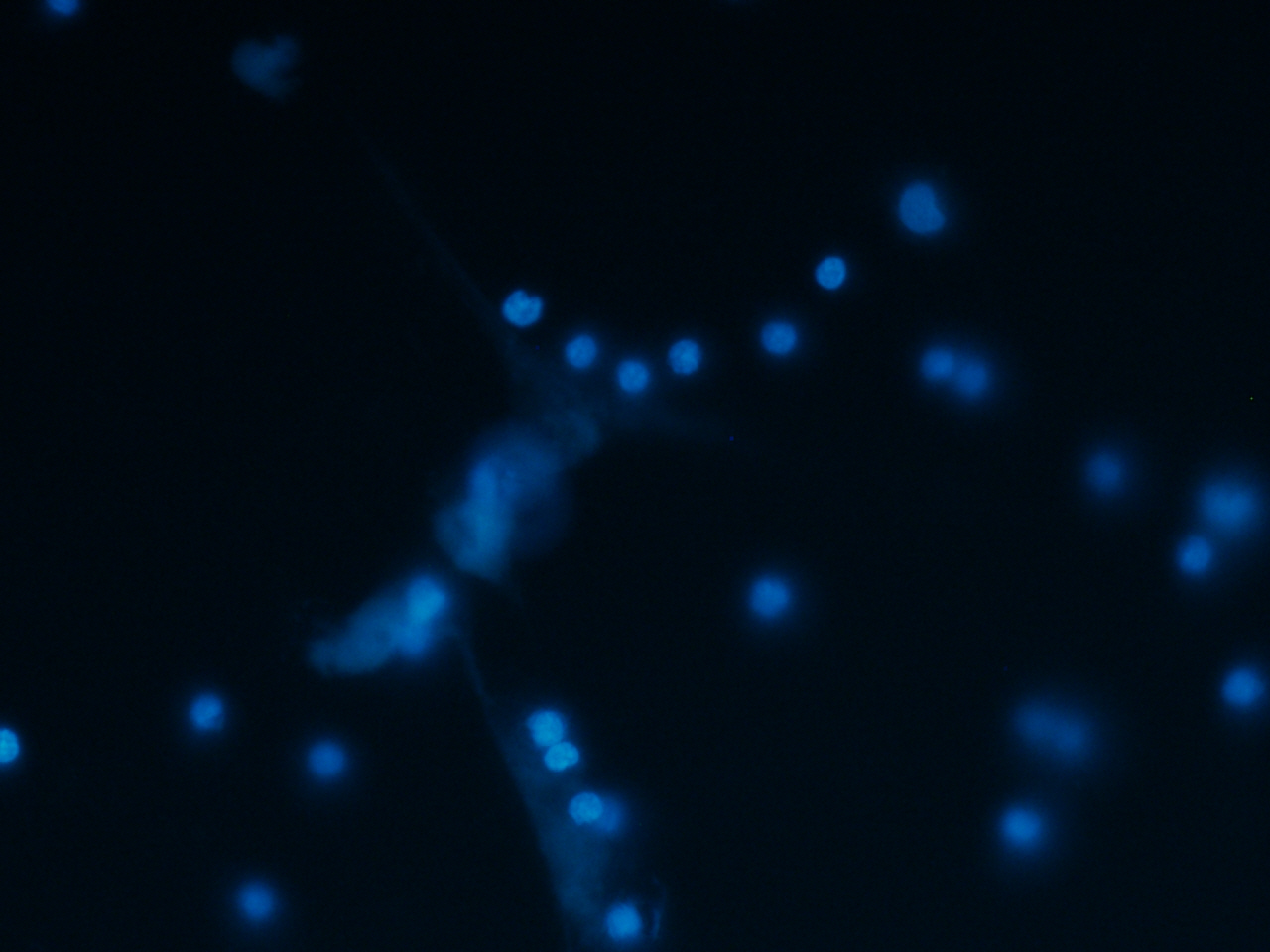
从患有阿尔茨海默病的人的静脉血中分离出的培养的中性粒细胞的荧光图像。样品用用于染色 DNA 的 Hoechst 33342 染料处理。图片显示了中性粒细胞释放 DNA，在视野中心呈雾状区域，表明 AD 患者中中性粒细胞胞外陷阱 (NETs) 形成的自发激活，这通常在健康伴侣中观察不到。放大倍数 x40。

高分辨率扫描电子显微镜显示NET由DNA和球状蛋白质结构域组成，直径分别为15至17纳米和25纳米。这些将会聚集成直径为50纳米的较大螺纹。然而，在流动条件下，NET可以形成更大的结构，长度和宽度达到数百纳米。 
免疫荧光分析证实NET含有来自嗜天青颗粒（中性粒细胞弹性蛋白酶、组织蛋白酶G和髓过氧化物酶）、特定颗粒（乳铁蛋白）、三级颗粒（明胶酶）和细胞质的蛋白质；然而，NET中不存在CD63 、肌动蛋白、微管蛋白和各种其他细胞质蛋白。

## 抗微生物活性
NET使用对DNA较为高亲和的抗菌蛋白（如中性粒细胞弹性蛋白酶、组织蛋白酶G和组蛋白）解除病原体的武装。  NET提供高浓度的抗微生物成分，并在细胞外结合、解除和杀死微生物，而与吞噬细胞的摄取无关。除了它们的抗菌特性外，NET还可以作为防止病原体进一步传播的物理屏障。此外，将颗粒蛋白输送到 NET中可以阻止蛋白酶等潜在的有害蛋白扩散并在炎症部位附近的组织中引起损伤。NET的形成也被证明可以增强巨噬细胞对多种细菌病原体的杀菌活性。
最近研究表明，不仅是细菌，致病性的真菌（如白色念珠菌）也会诱导中性粒细胞形成 NET，捕获并杀死白色念珠菌的菌丝和酵母形式的细胞。  NET也被证明与儿童恶性疟原虫感染有关。
虽然最初提出NET会在细菌或酵母菌感染部位的组织中形成，但NET也被证明会在败血症期间在血管内形成（特别是在肺部的毛细血管和肝窦）。血管内NET的形成受到严格控制并受血小板调节，血小板通过血小板TLR4感知严重感染，然后结合并激活中性粒细胞形成 NET。血小板诱导的NET形成非常迅速（在几分钟内），可能会或不会导致中性粒细胞死亡。在血管中形成的NET可以在循环细菌通过血管时捕获它们。在流动下细菌的捕获已在体外流室中直接成像，活体显微镜显示细菌捕获发生在肝窦和肺毛细血管（血小板与中性粒细胞结合的部位）中。

## NETosis
NET的激活和释放，或NETosis，是一个动态过程，可以有两种形式：自杀和重要NETosis（vital NETosis）。总体而言，这两种NETosis过程的许多关键组成部分是相似的，但是在刺激、时间和最终结果方面存在关键差异。

### 激活途径
完整的NETosis激活途径仍在研究中，但一些关键蛋白质已被确定，并且该途径的全貌正在逐渐显现。该过程被认为始于，通过活性氧类为中介，激活蛋白质-精氨酸脱亚胺酶4（PADI4）的NADPH氧化酶。 PAD4负责中性粒细胞中组蛋白的瓜氨酸化，导致染色质去浓缩化。还有一种不依赖NADPH氧化酶的NETosis形式，仅依赖于线粒体衍生的活性氧类。随后，髓氧化物酶（MPO）和中性粒细胞弹性蛋白酶（NE）为代表的嗜天青颗粒将会进入细胞核并进行进一步的去冷凝过程，最终导致核膜破裂。未浓缩的染色质进入细胞质，其中额外的颗粒和细胞质蛋白被添加到早期NET中。该过程的结果取决于激活的NETosis途径。

### 自杀性NETosis
2007年的一项研究首次描述了自杀性NETosis。该研究指出，NET的释放导致中性粒细胞死亡的途径与细胞凋亡或坏死不同。在自杀性NETosis中，细胞内NET形成之后是细胞膜破裂，将其释放到细胞外空间。这种NETosis途径可以通过激活toll样受体 (TLR)、Fc受体和具有各种配体（如抗体、PMA等）的补体受体来启动。目前的理解是，在这些受体激活后，下游信号传导导致钙从内质网释放。钙的这种细胞内流入反过来激活NADPH氧化酶，导致如上所述的NETosis途径的激活。值得注意的是，即使有高水平的PMA刺激，自杀性NETosis也可能需要数小时，而vital NETosis可以在几分钟内完成。

### 重要NETosis（vital NETosis）
Vital NETosis可由细菌性脂多糖（LPS）、其他“细菌产物、TLR4激活的血小板或与TLR2配体串联的补体蛋白”刺激。通过细胞核的起泡，vital NETosis成为了可能，从而产生一个充满DNA的囊泡，该囊泡被胞吐并保持质膜完整。它的快速形成和释放不会导致中性粒细胞死亡。已经注意到，中性粒细胞可以在vital NETosis后继续吞噬和杀死微生物，突出了中性粒细胞的抗微生物多功能性。

### 调节
NET的形成受脂氧合酶途径的调节——在某些形式的激活（包括与细菌接触）期间，花生四烯酸5-脂氧合酶形成抑制NET形成的5-HETE-磷脂。实验室的实验证据表明，NET被巨噬细胞吞噬并降解。

## NET相关的宿主伤害
NET也可能对宿主产生有害影响，因为组蛋白复合物的细胞外暴露可能在系统性红斑狼疮等自身免疫性疾病的发展过程中发挥作用。NET也可能在炎症性疾病中发挥作用，因为NET可以在子痫前症中发现，这是一种与妊娠相关的炎症性疾病，已知中性粒细胞被激活。在炎症性肠病和溃疡性结肠炎患者的结肠黏膜中也有NET的报告。NET还与感染恶性疟原虫疟疾的儿童产生IgG抗核双链DNA抗体有关。在癌症患者中也发现了NET。临床前研究表明，NET共同负责与癌症相关的病理，如血栓形成、器官衰竭和转移形成。
NETs 被描述为癌症转移的潜在促进者。它们可能通过各种机制增强转移扩散。研究表明，NETs 可以响应感染和手术应激而形成，这可能有助于转移。例如，一项利用盲肠结扎穿刺 (CLP) 模型的研究表明，CLP 诱导的 NET 可增强循环肿瘤细胞的捕获并促进肿瘤细胞向肝脏转移。 具体来说，当 CLP 24 小时后通过脾内途径注射 Lewis 肺癌细胞 (LLC-H59) 时，与假手术对照相比，小鼠表现出更多的转移瘤。活体成像显示 NET 与肝脏和肺微血管中的肿瘤细胞共存，促进这些区域的肿瘤细胞被捕获。在没有感染或手术干预的情况下，癌细胞也可以诱导 NETs。在乳腺癌小鼠模型中，发现与侵袭性较低的细胞相比，转移性癌细胞在诱导 NET 形成方面更有效。此外，在乳腺癌患者的转移性病灶中检测到较高水平的 NET，尤其是那些以其侵袭性进展而闻名的三阴性乳腺癌患者。
NET已被证明有助于HIV/SIV的发病机制。 NET能够捕获HIV病毒粒子并摧毁它们。抗病毒药物可以在HIV/SIV的整个病程中，减少NET产生及增加。此外，NET能够捕获和杀死各种免疫细胞群，例如CD4+和 CD8+T 细胞、B细胞和单核细胞。这种效应不仅见于血液中的中性粒细胞，也见于各种组织，如肠道、肺、肝脏和血管。 NET可能通过捕获血小板和表达组织因子导致HIV的高凝状态。
NET在血栓形成中扮演重要角色，并且与中风有关。
这些观察结果表明，NET可能在感染性、炎症性和血栓性疾病的发病机制中发挥重要作用。
由于NET的带电和“粘性”性质，它们可能会通过增加痰液粘度而成为囊性纤维化患者的困扰。治疗的重点是分解痰中的DNA，痰中主要由宿主NET DNA组成。
发表在美国医学会心脏病学杂志（JAMA Cardiology）上的一项小型研究表明，NET 在发生ST 段抬高心肌梗塞的COVID-19患者中发挥了重要作用。